# جری جارت
جری جارت (انگلیسی: Jerry Jarrett؛ زادهٔ ۴ سپتامبر ۱۹۴۲) کشتی‌گیر کشتی حرفه‌ای و کارآفرین اهل ایالات متحده آمریکا است، که در سال ۲۰۰۲ شرکت ایمپکت رسلینگ را تأسیس کرد.